# Nicrophorus chilensis
Nicrophorus chilensis es un coleóptero de la familia de los sílfidos.